# Synagogue de la Hara

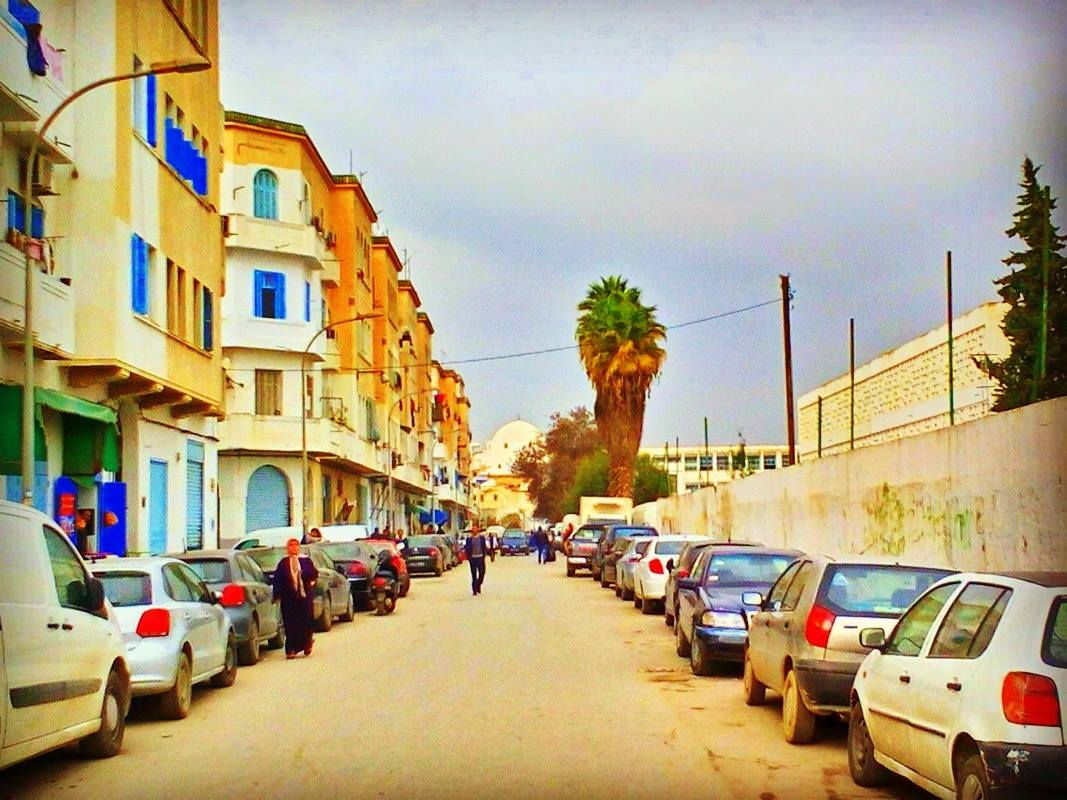
Vue actuelle du quartier de la Hafsia : la synagogue occupait le terrain à droite.

La synagogue de la Hara, appelé aussi Sla El-Kebira, est une ancienne synagogue tunisienne située dans l'ancien quartier juif de Tunis, la Hara. Elle est détruite en 1961.

## Histoire
La synagogue daterait du Moyen Âge et a subi plusieurs remaniements au cours des XVIIIe  et XIXe siècles. Entre 1914 et 1921, sa façade autrefois discrète est modifiée pour recevoir deux corps d'angle à étage crénelé dans le style néo-mauresque.

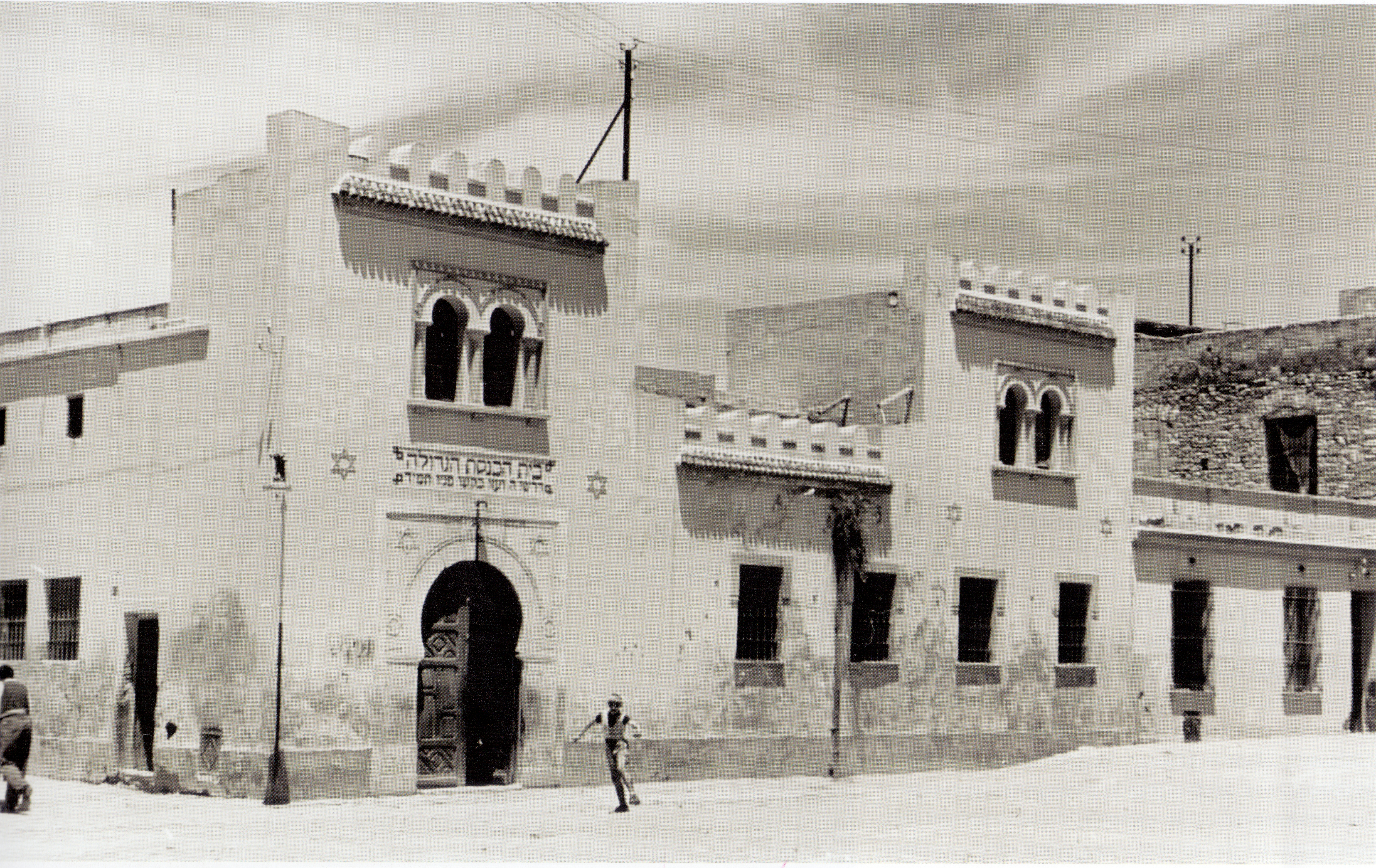
Photo de la synagogue avant sa destruction.
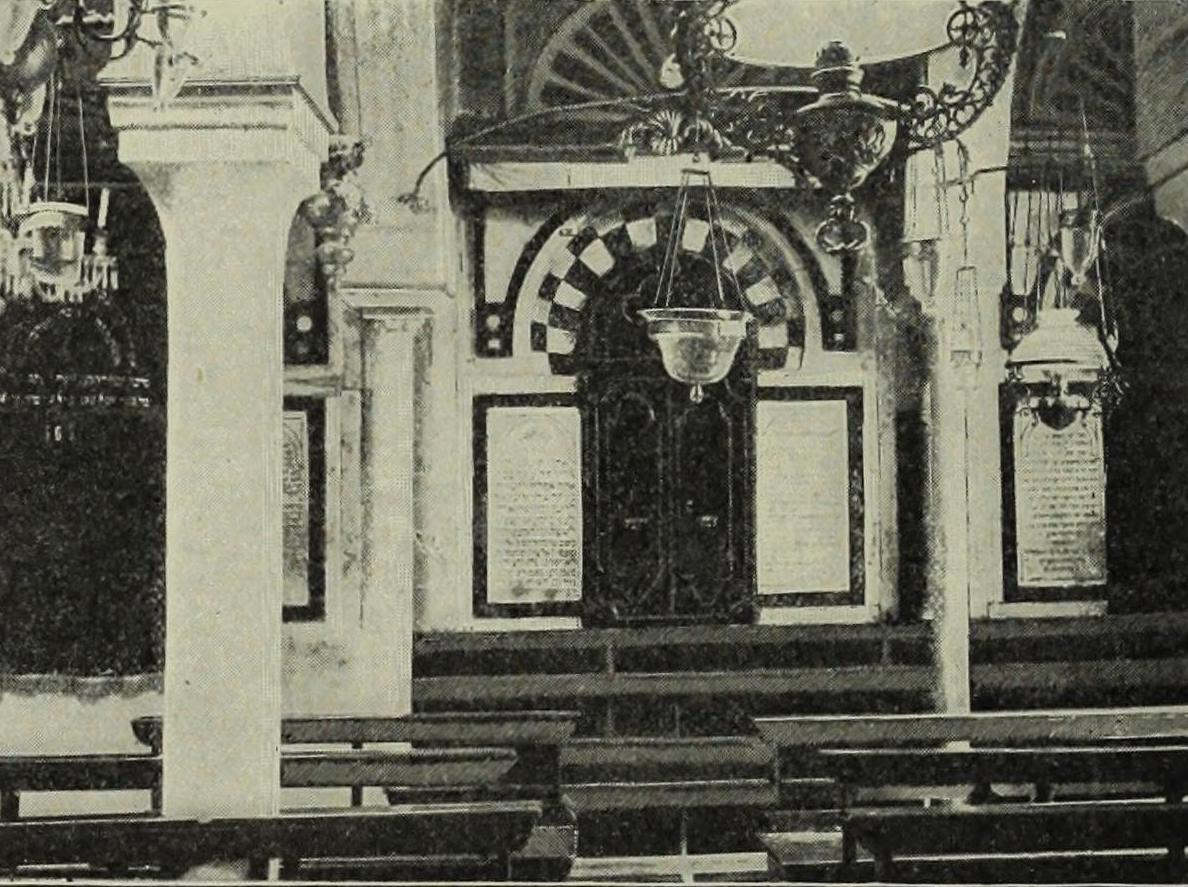
Intérieur de la synagogue.